# Okjökull

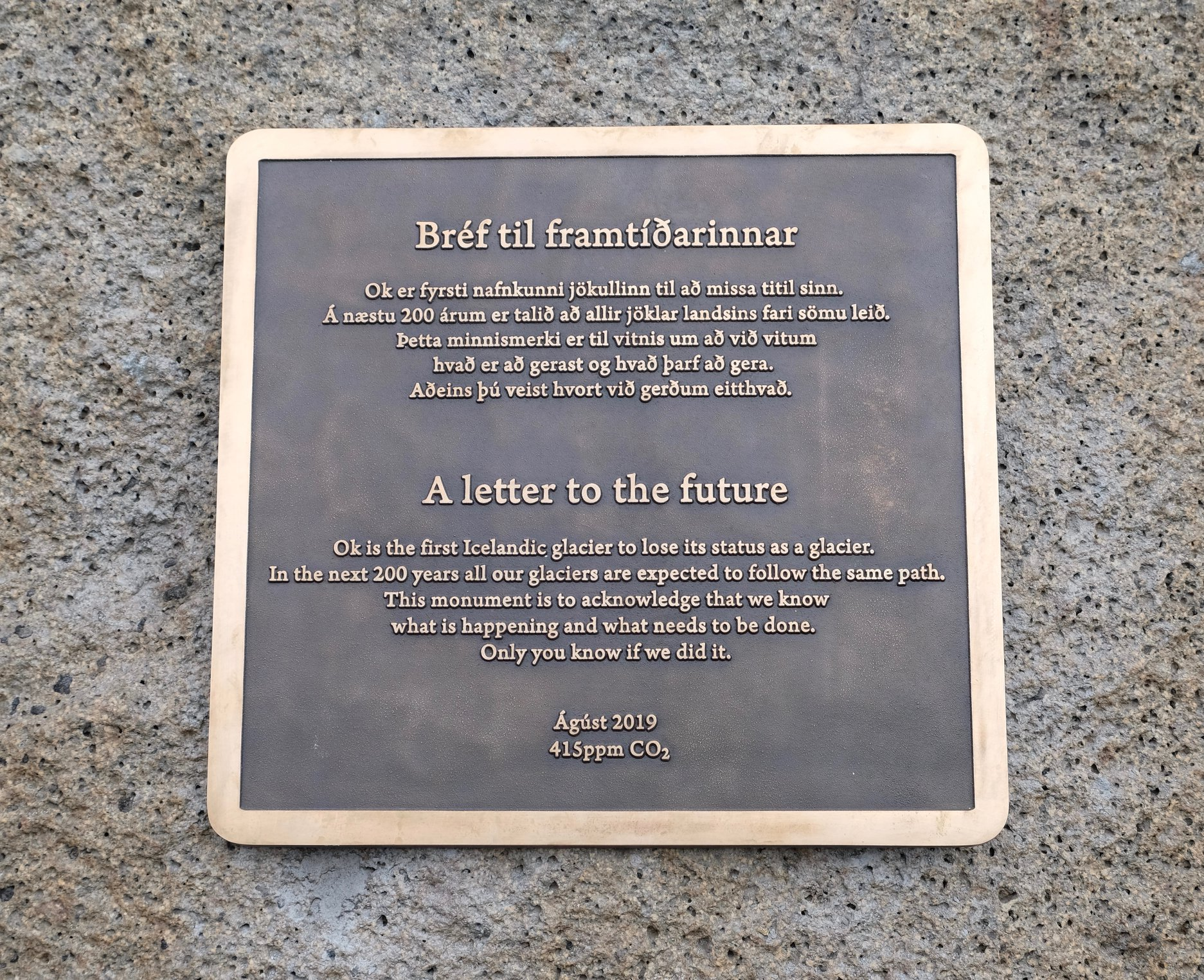
Az emléktábla. Fotó: Rice Egyetem

Az Okjökull (Ok-gleccser) egy gleccser volt Nyugat-Izlandon, az Ok pajzsvulkán tetején.

Ok Reykjavíktól északkeletre található. A gleccsert 2014-ben Oddur Sigurðsson gleciológus nyilvánította halottnak. 2018-ban Cymene Howe és Dominic Boyer, a Rice Egyetem antropológusai dokumentumfilmet forgattak a gleccser elvesztéséről, Not Ok címmel, és egy emléktáblát javasoltak. Az emléktáblát 2019. augusztus 18-án   adták át Andri Snær Magnason által írt felirattal "Levél a jövőnek" címmel izlandi és angol nyelven. Az angol nyelvű változa:
A letter to the future

Ok is the first Icelandic glacier to lose its status as a glacier.

In the next 200 years all our glaciers are expected to follow the same path.

This monument is to acknowledge that we know

what is happening and what needs to be done.

Only you know if we did it.
A szöveg magyar nyelvre lefordítva:
Levél a jövőnek

Ok az első Izlandi gleccser amely elvesztette a gleccseri státuszát.

Ez az emlékmű azt bizonyítja, hogy mi tudjuk 

mi történik és tudjuk, hogy mit kell tenni.

Csak te tudhatod, hogy mi tettük e.
A végén látható az adott hónap globális légköri szén-dioxid- értéke: 415 ppm . Az eseményen részt vett Katrín Jakobsdóttir, Izland miniszterelnöke; Guðmundur Ingi Guðbrandsson, környezetvédelmi miniszter; és Mary Robinson, Írország volt elnöke. Az emléktábla elhelyezésének célja, hogy felhívja a figyelmet az izlandi gleccserek a globális felmelegedés miatti csökkenésére. Az ünnepség előtt a NASA Earth Observatory tweetelt  képeket Okjökullról 1986-ban és 2019-ben.
Az Okjökull emléktábla az É 64 ° 35,498 'NY 020 ° 52,253' koordinátákon található, 1114 méteres magasságban.

## Fordítás
Ez a szócikk részben vagy egészben  az   Okjökull című angol Wikipédia-szócikk fordításán alapul.  Az eredeti cikk szerkesztőit annak laptörténete sorolja fel. Ez a jelzés csupán a megfogalmazás eredetét és a szerzői jogokat jelzi, nem szolgál a cikkben szereplő információk forrásmegjelöléseként.